# Вокзальная площадь (Кокшетау)
Вокза́льная пло́щадь (каз. Вокзал алаңы) — площадь в северо-восточной части Кокшетау, прилегающая к вокзалу железнодорожной станции Кокшетау-1, «ворота» города. Площадь замыкает ул. Абая (б. К. Маркса) с восточной стороны. Площадь названа в соответствии с расположением — при железнодорожном вокзале. 
На площади расположены железнодорожный вокзал Кокшетау-1, здание городского автовокзала, гостиницы и значительное количество торговых точек.

## История
С момента появления в городе железнодорожного вокзала, рядом начала формироваться площадь.

## Достопримечательности
Вокзальная площадь замыкает ул. Абая с восточной стороны. На вокзальной Кокшетауской площади находятся:
- 14-метровая бронзовая монументально-скульптурная композиция «Благословение матери» (латиница — каз. Ananyń aq tіlegі) — памятник открыт 24 октября 2001 года.
- Башня с часами. В объемно-пространственной композиции вокзальной площади важную роль играет вертикаль стелы с часами наверху, установленной у здания вокзала на оси въезда на площадь.

## Основные здания и сооружения на площади
на площади:
- Железнодорожный вокзал (ул. Вернадского, 1) — третье по счёту здание вокзала, нынешнее, третье по счёту, здание вокзала построено в 1981 году по проекту архитектора В. Утебеков. На месте современного вокзала ранее существовало старое здание, построенное в 1922 году.
- Акмолинское отделение железных дорог (ул. Вернадского, 1а)
- Пункт дежурной полиции на станции Кокшетау-1 (ул. Вернадского, 1а/1).
- В центре площади разбит сквер.
- Кокшетауский автовокзал (ул. Вернадского, 8)

ближайшие окрестности:
- Акмолинская областная филармония (быв. Дворец культуры железнодорожников) (ул. Абая, 160)

## Транспорт

### Общественный транспорт
Площадь является конечной остановкой для автобусов, троллейбусов и маршрутных такси, следующих к кокшетаускому вокзалу. 
- Автобус № 1, 4, 12, 16, 17, 18, 19, 22, 36, остановка «Железнодорожный вокзал».
- Маршрутное такси: № 113.

С вокзальной площади отправляются автобусы и маршрутные такси в ближние пригороды Кокшетау.